# Jacqueline Sleeswijk
Jacqueline Sleeswijk (13 oktober 1964) is een Nederlandse producer. Tijdens haar jeugd zat ze op de OLS Blaricum. Van 1977 tot 1983 volgde Sleeswijk het Gemeentelijk Gymnasium in Hilversum. Na de middelbare school volgde ze een opleiding aan de Universiteit van Amsterdam. 
In 1985 kwam Sleeswijk in dienst bij Joop van den Ende TV Productions. Vanaf die tijd werkte ze mee aan de Soundmixshow, Mini Playbackshow, Surpriseshow en Wedden dat?. Later schreef ze ook mee aan de soapseries Goede tijden, slechte tijden, Onderweg naar Morgen en Goudkust. In 2003 vertrok Sleeswijk naar IDTV, om daar programma's als De Rijdende Rechter te gaan maken.
Twee jaar later, in 2005, verliet Sleeswijk IDTV om bij Documare te gaan werken. Bij Documare maakte ze onder andere het KRO-programma Profiel. Vanaf 2006 ging ze aan de slag bij de KRO. Ze werkte daar mee aan KRO Reporter en Profiel.
In datzelfde jaar werkte Sleeswijk ook voor Palm Plus Producties. Bij dit bedrijf maakte ze de dramaserie Fataal en de jeugdserie De Reiskoffer. In 2008 stapte ze over naar ABN AMRO TV. 